# Auxiliar de vol
Una auxiliar de vol és una professional membre del personal d'un avió que es dedica a atendre als passatgers i la tripulació. És un treball que té menys responsabilitat que el pilot de l'avió sense que hi haja una relació de dominació entre aquestes professions.

## Denominacions
S'utilitzà inicialment la paraula hostessa (de vol) per a dignificar la professió, però es tornà indigne perquè s'associà a la professió de prostituta, tal com s'utilitzava als anuncis de periòdics.

## Història
Pel segle XX es requeria que els auxiliars de vol estatunidencs foren joves, obligant-los a retirar-se al complir els 32 anys. L'aparença era considerada un dels factors més importants per a convertir-se en auxiliar de vol. Així, les companyies de vol creien que l'explotació de la sexualitat femenina augmentaria els beneficis, de manera que els uniformes eren ajustats, amb guants i sabates de tacó alt.
El cens de 2010 d'auxiliars de vol estatunidencs fet pel sociòleg Rogelio Saenz trobà que hi havia uns 110.000 auxiliars de vol, dels quals el 40% tenien més de 50 anys i menys del 18% tenien 34 anys o menys.

## Salut dels treballadors
Aquests treballadors estan exposats a més carcinògens que moltes altres professions i la població general. Açò es ratifica per la major incidència de tot tipus de càncers d'aquests treballadors que la resta de persones. Altres problemes de la salut són símptones associats amb falta d'humitat i fatiga, per la dirupció dels ritmes circadians.